# Mike Adam
Michael Adam –conocido como Mike Adam– (Labrador City, 3 de junio de 1981) es un deportista canadiense que compitió en curling. Participó en los Juegos Olímpicos de Turín 2006, obteniendo una medalla de oro en la prueba masculina.

## Palmarés internacional
| Juegos Olímpicos | Juegos Olímpicos | Juegos Olímpicos | Juegos Olímpicos |
| Año              | Lugar            | Medalla          | Prueba           |
| ---------------- | ---------------- | ---------------- | ---------------- |
| 2006             | Turín (Italia)   | Medalla de oro   | Equipo           |